# Henrik I av Cypern
Henrik I av Cypern, född 1217, död 1253, var en cypriotisk regent. Han var Cyperns kung från 1218 till 1253. 